# Југоисток (Монтреал)
Југоисток (фр. Le Sud-Ouest) је једна од 19 општина Монтреала. Општина је образована 1. јануара 2002.